# Université du centre de l'Arkansas
L'université du centre de l'Arkansas (en anglais : University of Central Arkansas, appelée aussi Central Arkansas, ou UCA) est une grande institution américaine, située dans le comté de Faulkner, dans l'Arkansas, aux États-Unis. C'est une université publique (campus).
L'école compte près de 12 959 étudiants (en 2008), de plus de 40 appartements de fonctions pour les professeurs et les directeurs d'établissement et près de 150 petites résidences pour les étudiants (ce sont des appartements situés dans les jardins de l'école).

## Histoire de l'établissement

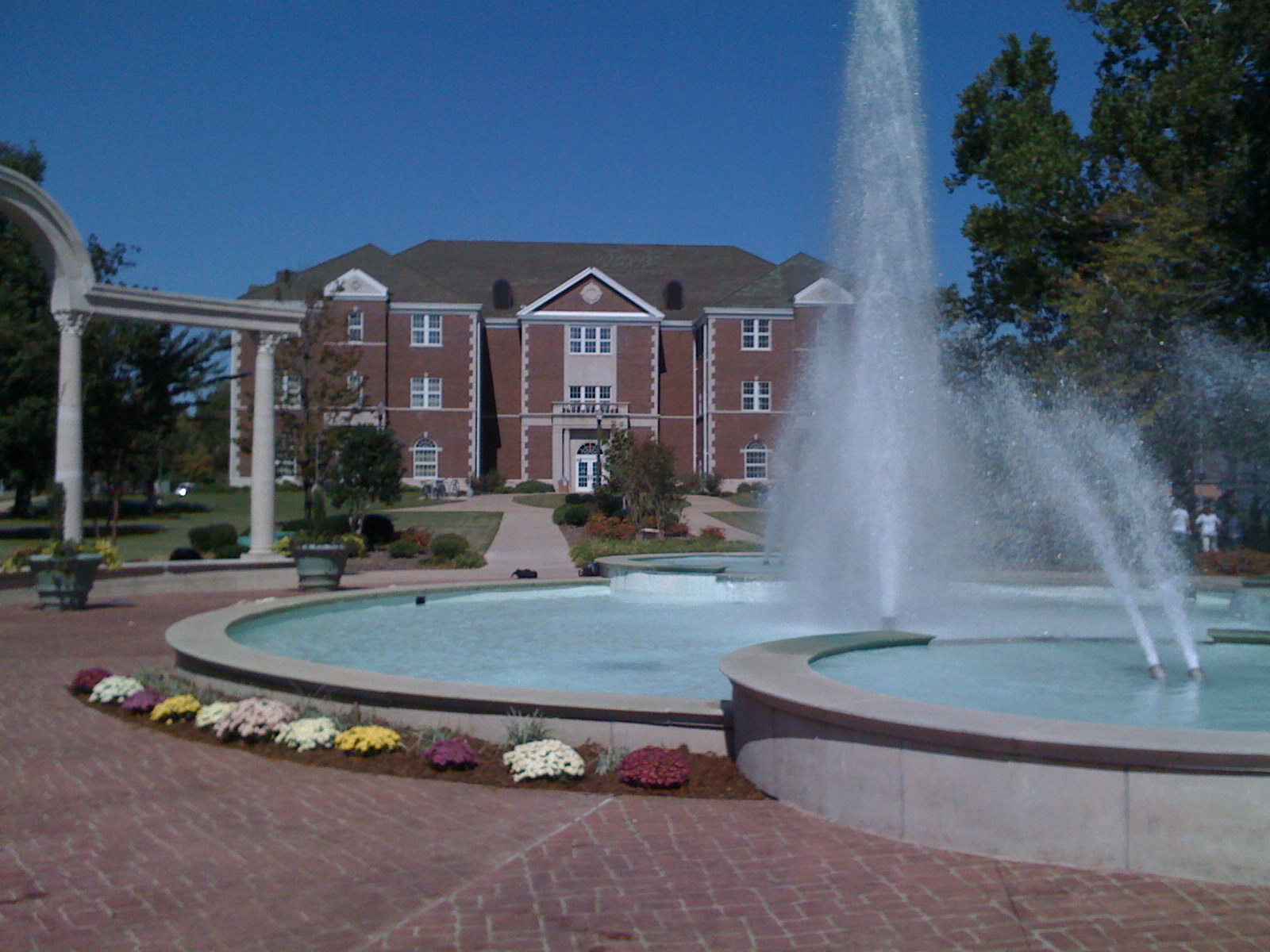
L'école, actuellement, avec vue sur la Harding Plaza et sur la fontaine, ce qui montre que cette école est une grande école américaine.

Il a été créé en 1907, dans le comté de Faulkner, dans l'État de l'Arkansas, aux États-Unis.
Nous sommes alors en plein début du XXe siècle. Seuls les enfants blancs, fils de riches propriétaires, pouvaient entrer dans cette somptueuse école qui comportait de nombreuses salles de classe de physique, de sport, d'histoire de l'art...
En 1925, l'école change de format et devient un collège d'instruction, où l'on commence à remanier les programmes et à accepter quelques élèves noirs en cours.
En 1967, on accepte encore des élèves noirs et enfin, c'est dans les années 80 que les noirs et les blancs s'associent. En 1967, donc, on rénove les bâtiments de l'école. Elle devient ainsi une école moderne, tout en conservant son ancien aspect architectural.

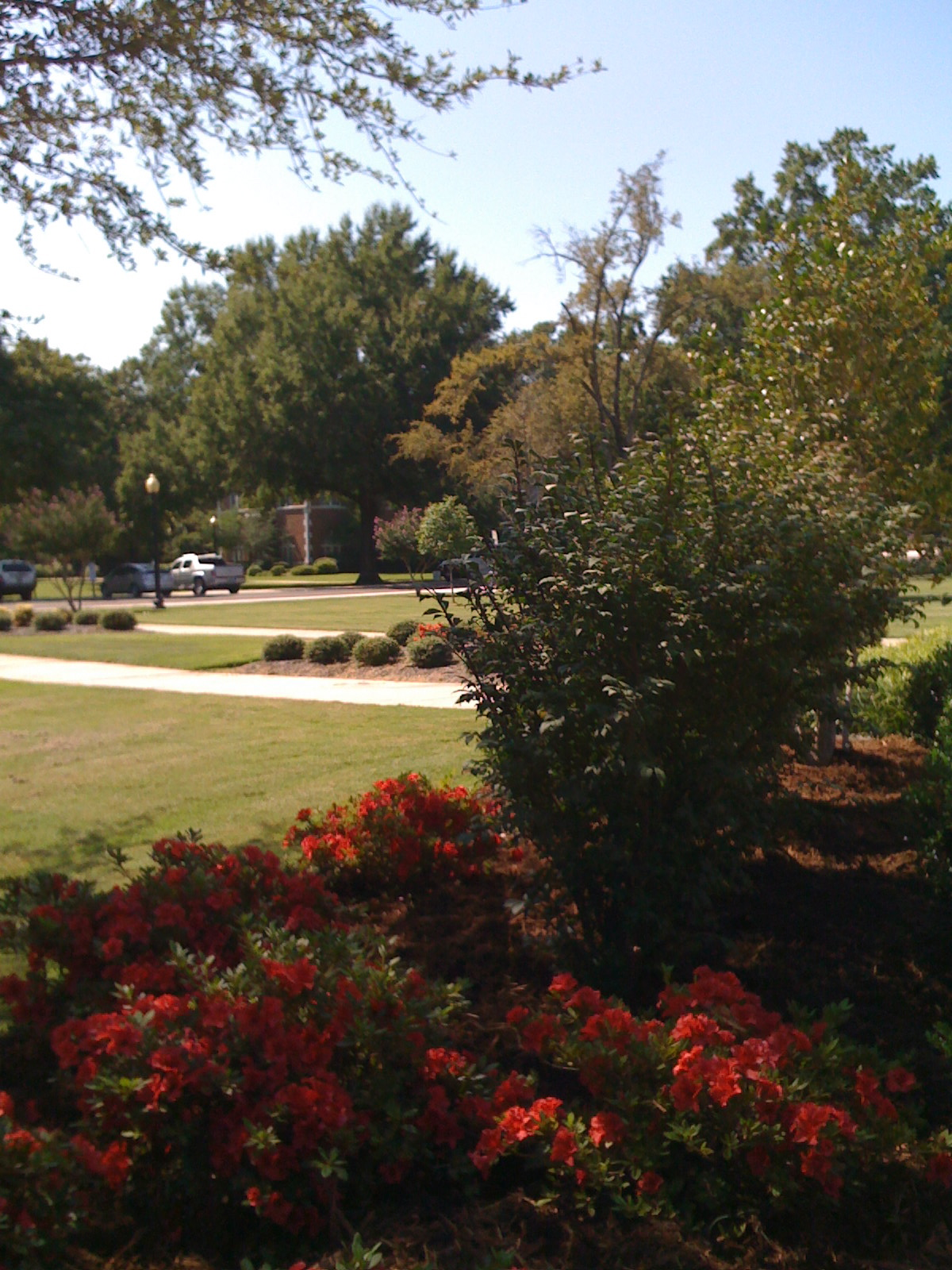
Le jardin et l'allée des fleurs.

Désormais, c'est l'une des écoles les plus enviées des États-Unis. La fréquentation, de plus, ne cesse de s'améliorer : plus de 12 000 étudiants comptés en 2008.

## Président-directeurs de l'école
- John James Doyne (de 1908 à 1917)

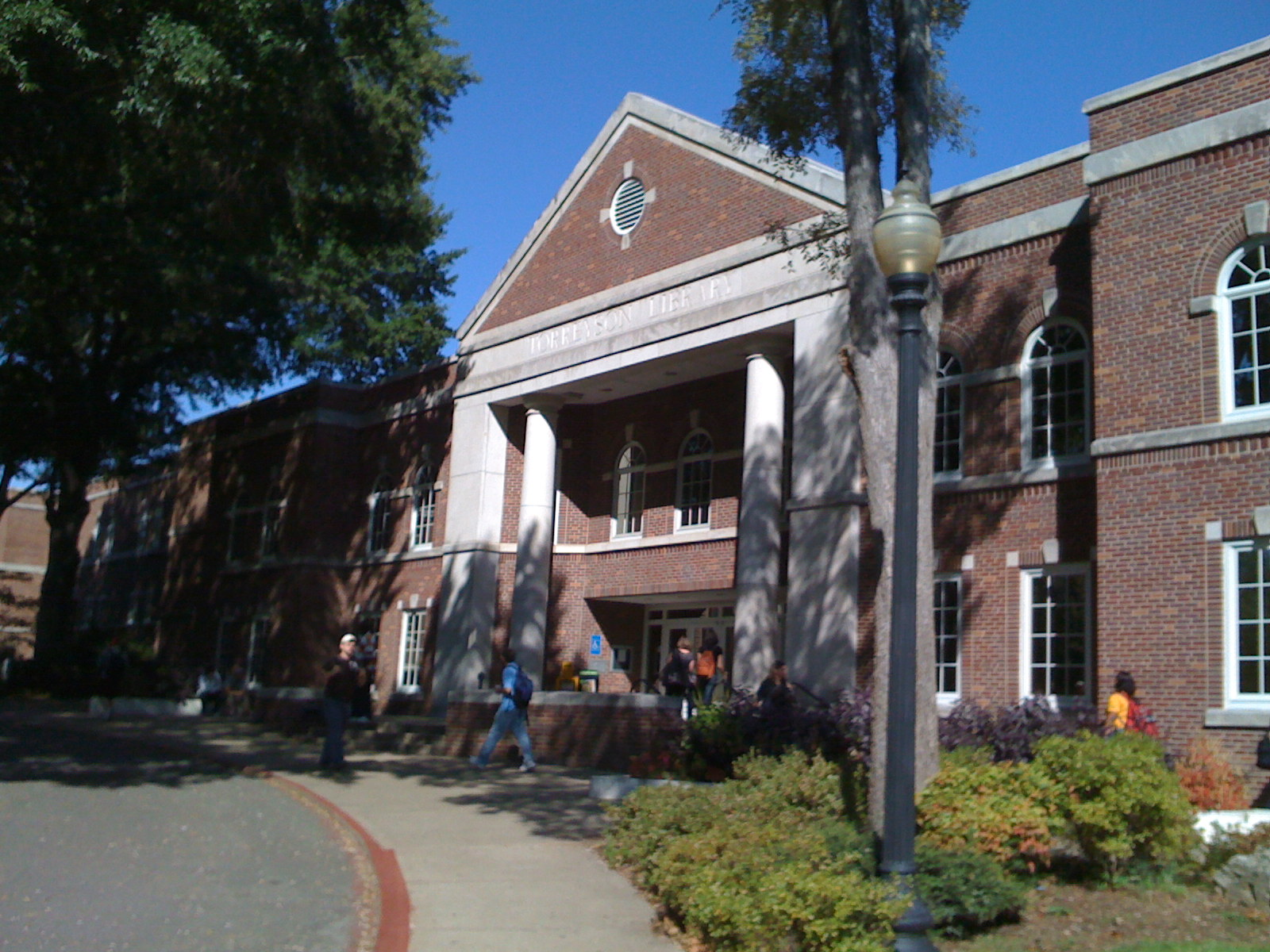
La Torreyson Library, surnommée ainsi en hommage à Burr Walther Torreyson.

- Burr Walter Torreyson (de 1917 à 1930)
- Heber L. McAlister ( De 1930 à 1941)
- Nolen M. Irby (de 1941 à 1953)
- Silas D. Snow (de 1953 à 1975)
- Jefferson D. Farris (de 1975 à 1986)
- Winfred L. Thompson (de 1988 à 2001)
- Lu Hardin (de 2002 à 2008)

## Les catégories collégiennes
À la University of Central Arkansas, il y a 6 catégories collégiennes ou académies (en anglais : The Colleges) : 
- le collège des grands arts et de la communication (College of Fine Arts and Communication) : littérature américaine, cinéma américain, théâtre et communication ;
- le collège des sciences naturelles et des mathématiques (College of Natural Sciences and Mathematics) : mathématiques, histoire des mathématiques, physique et domaine scientifique ;
- le collège du business et de l'administration publique (College of Business Administration), plus haute catégorie de l'université pour les étudiants visant un avenir commercial ou en rapport avec le marketing ;
- le collège des sciences et des technologies (College of Health and Behavioral Sciences), lieu très vivant, comme la Torreyson Library ;
- le collège des arts libéraux (College of Liberal Arts) : géographie, histoire ;
- le collège de l'éducation (College of Education).

## L'art duthéâtre
Beaucoup d'élèves de l'école viennent jouer ou apprendre au cours hebdomadaire de théâtre. Il faut dire que l'université de l'Arkansas Central est la première université théâtrale des États-Unis.

## Le sport américain
La University of Central Arkansas a sa propre équipe de sport américain comme toutes les autres universités américaines, notamment de football américain. 
Le basket-ball est aussi un sport très apprécié des étudiants, car deux personnalités  de ce sport sont liées à l'école (Jerry Krause et Scottie Pippen).

## Élèves célèbres
- Jerry Krause, né en 1939, est un célèbre dirigeant de basket-ball
- Scottie Pippen, né en 1965, joueur de basket-ball.

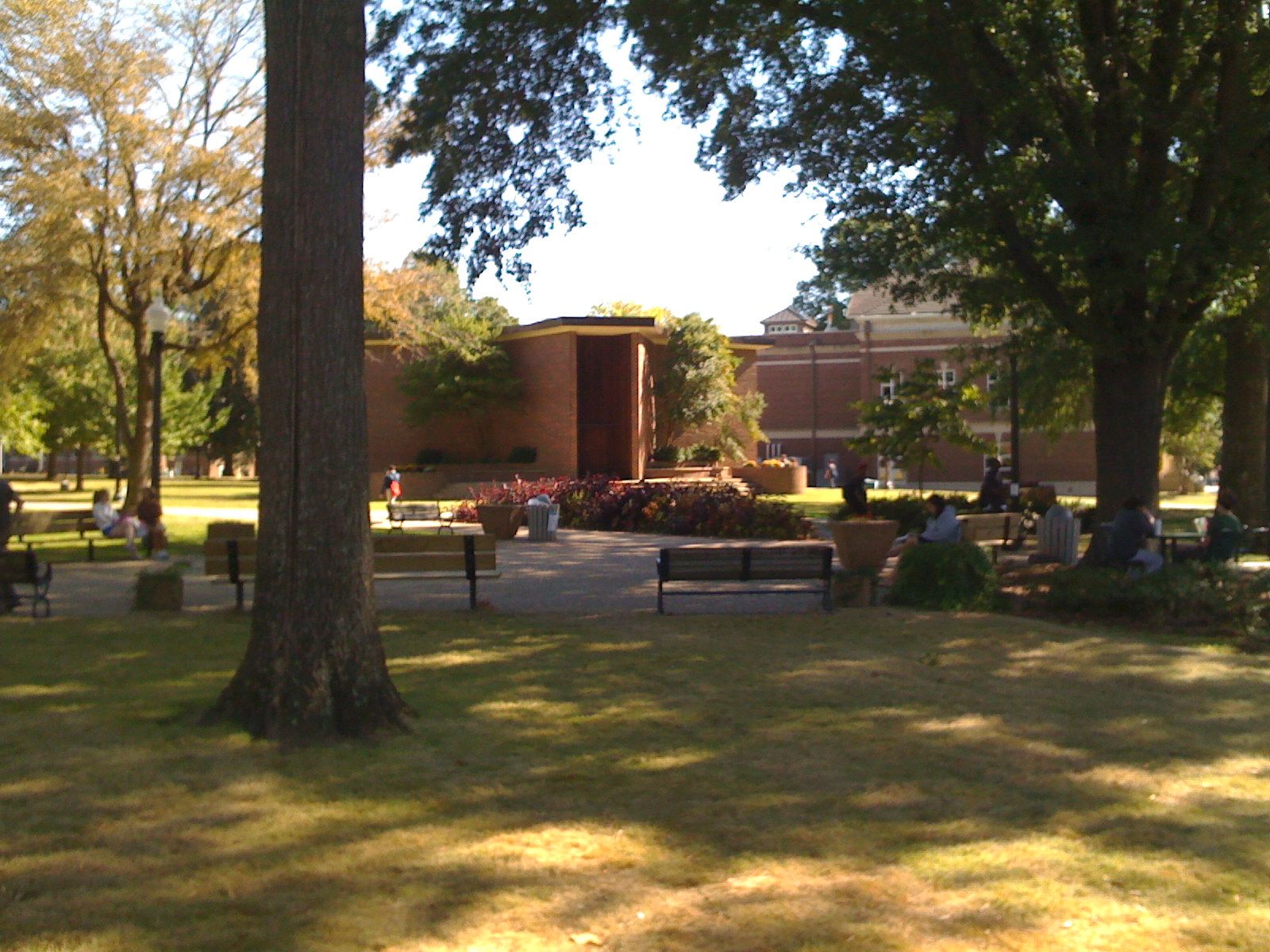
La cour réservée aux étudiants.
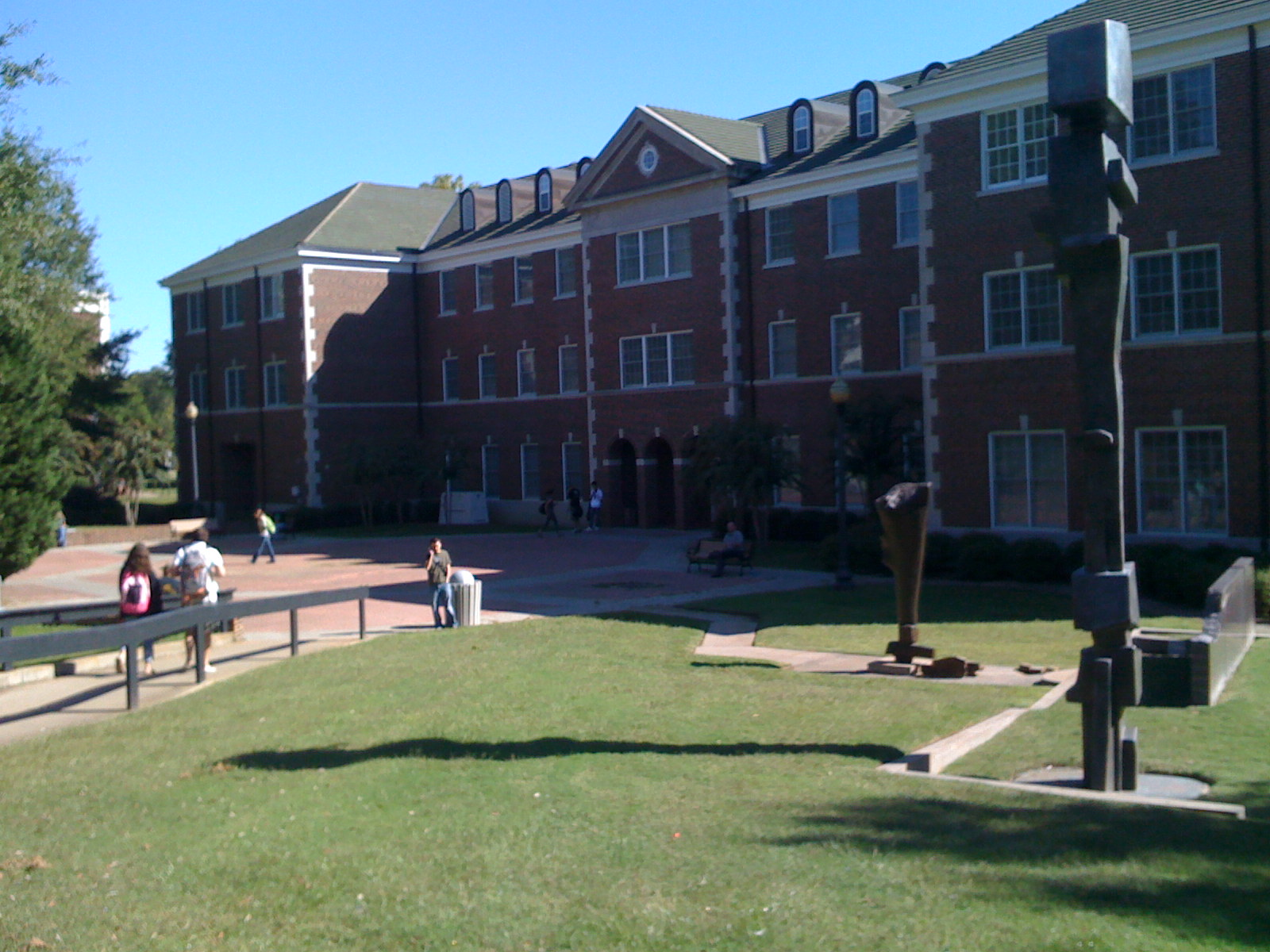
Le Collège des institutions vu de dehors.
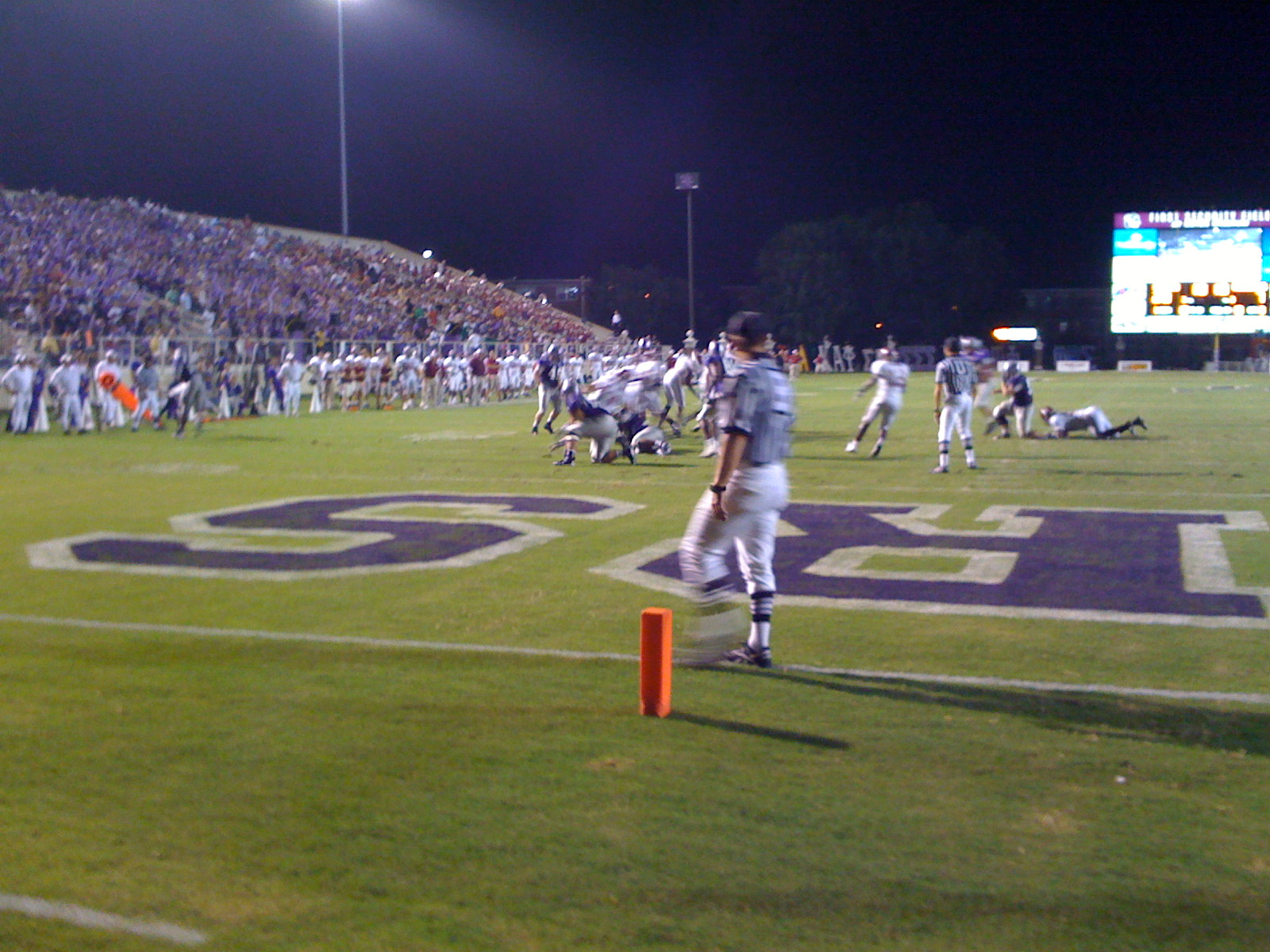
En plein match de football américain...